# Speakeasy (film, 2002)
Pour les articles homonymes, voir Speakeasy (homonymie).
Speakeasy est un film américain réalisé par Brendan Murphy et produit par Ben Affleck sorti en 2002.

## Synopsis
Deux hommes qui n'étaient pas faits pour se rencontrer deviennent amis après un accident de voiture sans gravité.

## Fiche technique
- Réalisation : Brendan Murphy
- Producteur : Ben Affleck
- Production :  LivePlanet
- Musique : Peter Golub
- Image : Matthew Irving
- Montage : David Codron
- Lieu de tournage : Los Angeles

## Distribution
- David Strathairn : Bruce Hickman
- Stacy Edwards : Sophie Hickman
- Nicky Katt : Frank Marnikov
- Lake Bell : Sara Marnikov
- Arthur Hiller : M. Prappas
- Christopher McDonald : Dr Addams
- Julianne Nicholson : Rebecca
- Michael Bacall : Gene